# Thomas Oredsson
Lars Thomas Ored Oredsson, född 19 december 1946 i Brännkyrka församling, Stockholm, är en svensk skådespelare och ståuppkomiker. 
Thomas Oredsson är son till Lars Oredsson och Mette Oredsson, född Lundberg.  Efter studier vid Calle Flygare Teaterskola och Scenskolan i Stockholm har han verkat vid Norrbottensteatern, Dramaten, Pistolteatern och Riksteatern fram till 1990 då han blev utnämnd till chef för länsteatern i Örebro. Han har även medverkat i TV-programmet Snacka om nyheter.

## Rollista
- 1978 - Allan Redo, kommunalarbetare Janne
- 1978 – Bomsalva, polis
- 1979 – Den nya människan, Börjes krogkompis
- 1980 - Mannen som gick upp i rök, Alf Mattsson
- 1981 – Höjdhoppar'n, speakern på DM-tävlingen
- 1982 – Johan är död, Gunnar Marklund, Daniels pappa
- 1982 - Oldsmobile, ena polisen som hjälper Siv hem
- 1984 – Äntligen!, Gustav
- 1987 - Varuhuset, Palms kollega
- 1988 – Lindas längtan
- 1990 - Den svarta cirkeln, Andersson
- 1991 - Barnens Detektivbyrå, Glorias man
- 1992 - Hassel – De giriga, Nygren
- 1994 - Tre Kronor, polischef Bengt Granekull
- 1998 – Snacka om nyheter (TV-serie)
- 1999 – Britt-Yngves (TV-serie)
- 1999 - S:t Mikael, Valter Hansson
- 2000 - Judith, Ronny Larsson
- 2000 - Järngänget, Anders far, präst
- 2000 – Snacka om nyheter (TV-serie)
- 2005 – Van Veeteren – Borkmanns punkt
- 2006 - Carambole, Rooth
- 2006 - Moreno och tystnaden, Rooth
- 2007 - Beck – Gamen, Sten Oberg
- 2007 - Beck – I Guds namn, Sten Oberg
- 2009 – Knäcka, läkaren
- 2012 - Meningen med Hugo, Den erfarne mannen
- 2013 – Inte flera mord
- 2016 – Syrror (TV-serie)
- 2017 – Måste gitt
- 2017–2020 – Rebecka Martinsson (TV-serie)
- 2017 – Släng dig i brunnen (TV-serie)

## Teater

### Roller (ej komplett)
| År   | Roll           | Produktion                        | Regi           | Teater             |
| ---- | -------------- | --------------------------------- | -------------- | ------------------ |
| 1975 | Medverkande    | Revyn Lars Molin och Bo Montelius | Christian Lund | Norrbottensteatern |
| 1992 | Assessor Brack | Hedda Gabler Henrik Ibsen         | Terje Mærli    | Örebro länsteater  |

### Fotnoter
1. ↑  ”Thomas Oredsson”. Svensk Filmdatabas. http://www.sfi.se/sv/svensk-filmdatabas/Item/?type=PERSON&itemid=71751&iv=BIOGRAPHY. Läst 23 juli 2012.
2. ↑  ”Thomas Oredsson”. IMDb.com. http://www.imdb.com/name/nm0649619/. Läst 23 juli 2012.
3. ↑  Bengt Jahnsson (21 februari 1975). ”'Revyn': Allvarlig och rolig”. Dagens Nyheter:  s. 19. https://arkivet.dn.se/tidning/1975-02-21/11171-50/19. Läst 6 januari 2024.
4. ↑  Tove Ellefsen (12 oktober 1992). ”Ståtlig Hedda skjuter skarpt”. Dagens Nyheter:  s. 15. https://arkivet.dn.se/tidning/1992-10-12/278/15. Läst 8 mars 2018.